# کارا دنبی
کارا دنبی (به انگلیسی: Kara Denby) (زادهٔ ۲۸ مهٔ ۱۹۸۶) شناگر اهل ایالات متحده آمریکا است.